# Bani Suheila
Bani Suheila, en arabe : بني سهيلا, est une ville du gouvernorat de Khan Younès en Palestine. Elle est située à deux kilomètres à l'est de Khan Younès dans la bande de Gaza.
Selon le recensement du bureau central palestinien des statistiques, la localité compte une population de 41 439 habitants en 2017.

## Guerre de 2023-2024
Dix personnes sont tuées le 14 octobre 2024 dans une frappe de missile israélienne.